# Haokah

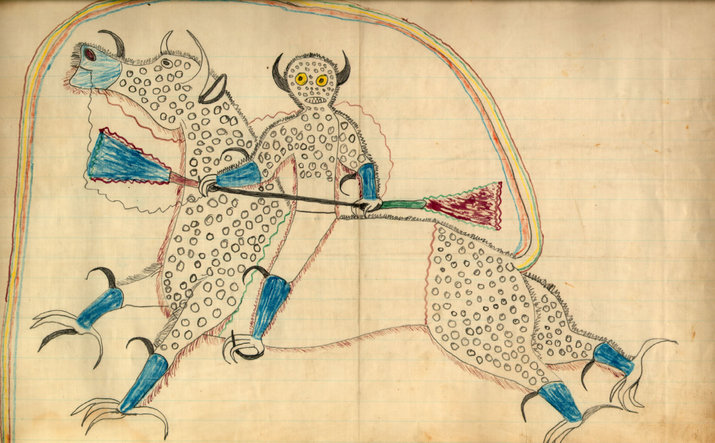
Haokah (mitología Lakota

En la mitología Lakota, Haokah es un dios del trueno y relámpago. Dicen que utiliza el viento como baqueta para hacer sonar el tambor del trueno. Sus emociones son contrarias a lo normal; él ríe cuando esta triste y llora cuando es feliz, suda con el frío y tiembla con el calor. En arte, lo representan como teniendo dos cuernos, que lo marca como dios de la caza.
El heyoka  es una especie de payaso sagrado en la cultura del pueblo Lakota de las Grandes Llanuras de América del Norte. El heyoka es un antagonista, bufón y satírico, que habla, se mueve y reacciona de manera opuesta a las personas que los rodean.
La palabra "heyoka" viene del lenguaje Lakota. También puede ser deletreada "heyókȟa" (o "heyokha" en el lenguaje Dakota). No hay variaciones en la pronunciación de esta palabra entre las comunidades Lakotas, sólo en los sistemas de ortografía del lenguaje Lakota. (A veces se lo escribe "haokah", pronunciado con el sonido "hay-," pero esta pronunciación no está correcto. El origen de esto no es conocido; las únicas palabras Lakotas que tienen el sonido "hay-" tienen que ver con la ropa, y no con la heyoka.) En el territorio Lakota, lo más común es "heyoka" o "heyókȟa."
La heyókȟa simboliza y retrata muchos aspectos de los seres sagrados, los Wakíŋyaŋ. Su sátira presenta preguntas importantes al perder el tiempo. Hacen preguntas difíciles y dicen cosas que otros tienen demasiado miedo de decir. Su comportamiento plantea preguntas al igual que los koans zen. Al leer entre líneas, el público puede pensar en cosas que normalmente no se piensan, o mirar las cosas de una manera diferente.
Principalmente, el heyókȟa funciona como un espejo y un maestro, utilizando comportamientos extremos para reflejar a los demás y obligándolos a examinar sus propias dudas, miedos, odios y debilidades. Heyókȟa tiene el poder de curar el dolor emocional; ese poder proviene de la experiencia de la vergüenza: cantan sobre eventos vergonzosos en sus vidas, ruegan por comida y viven como payasos. Provocan risas en situaciones angustiosas de desesperación, y provocan miedo y caos cuando las personas se sienten complacientes y demasiado seguras, para evitar que se tomen demasiado en serio o crean que son más poderosas de lo que son. [3]
Además, los payasos sagrados desempeñan un papel importante en la configuración de los códigos tribales. Sin ataduras por restricciones sociales, los heyókȟa pueden violar libremente los tabúes culturales y, por lo tanto, criticar las costumbres establecidas. [4] Sin embargo, paradójicamente, al violar estas normas y tabúes, ayudan a definir los límites, las reglas y las pautas sociales aceptadas para el comportamiento ético y moral. Son los únicos que pueden preguntar "¿Por qué?" sobre temas delicados; usan la sátira para interrogar a los especialistas y portadores de conocimiento sagrado o aquellos en posiciones de poder y autoridad.